# Liste der Monuments historiques in Saint-Paul-en-Pareds
Die Liste der Monuments historiques in Saint-Paul-en-Pareds führt die Monuments historiques in der französischen Gemeinde Saint-Paul-en-Pareds auf.

## Liste der Bauwerke
| Bezeichnung        | Beschreibung                  | Standort | Kennzeichnung | Schutzstatus | Datum | Bild |
| ------------------ | ----------------------------- | -------- | ------------- | ------------ | ----- | ---- |
| Château Les Noyers | Erbaut im 15. Jahrhundert     | (Lage)   | PA00135566    | Inscrit      | 1995  |      |
| Kirche St-Paul     | Erbaut im 15./16. Jahrhundert | (Lage)   | PA00110259    | Inscrit      | 1984  |      |

## Liste der Objekte
- Monuments historiques (Objekte) in Saint-Paul-en-Pareds in der Base Palissy des französischen Kultusministeriums